# Corinth, Arkansas
Corinth là một thị trấn thuộc quận Yell, tiểu bang Arkansas, Hoa Kỳ. Năm 2010, dân số của thị trấn này là 70 người.

## Dân số
- Dân số năm 2000: 65 người.
- Dân số năm 2010: 70 người.